# Hopman Cup 1994
De Hopman Cup 1994 werd gehouden van vrijdag 31 december tot en met vrijdag 7 januari 1994 op de hardcourtbinnenbanen van de Burswood Entertainment Complex in de Australische stad Perth.
Het toernooi was een eliminatietoernooi gespeeld met twaalf teams. Waarbij er acht teams geplaatst waren, de top vier was vrijgeloot in de eerste ronde

## Deelnemers naar ranglijstpositie
- Positie op 27 december 1993

| nr. | land             | team                                     | WTA+ATP- rang1 | resultaat    |
| --- | ---------------- | ---------------------------------------- | -------------- | ------------ |
| 1.  | Tsjechië         | Jana Novotná / Petr Korda                | 6+12=18        | winnaars     |
| 2.  | Verenigde Staten | Mary Joe Fernandez / Ivan Lendl          | 7+19=26        | kwartfinale  |
| 3.  | Spanje           | Conchita Martínez / Emilio Sánchez       | 4+41=45        | kwartfinale  |
| 4.  | Frankrijk        | Nathalie Tauziat / Cédric Pioline        | 35+10=45       | kwartfinale  |
| 5.  | Australië        | Nicole Provis / Wally Masur              | 26+21=47       | halve finale |
| 6.  | Oekraïne         | Natalia Medvedeva / Andrej Medvedev      | 23+6=29        | eerste ronde |
| 7.  | Zwitserland      | Manuela Maleeva-Fragnière / Jakob Hlasek | 11+71=82       | kwartfinale  |
| 8.  | Zuid-Afrika      | Amanda Coetzer / Marcos Ondruska         | 15+47=62       | eerste ronde |
| -   | Duitsland        | Anke Huber / Bernd Karbacher             | 10+57=67       | finale       |
| -   | Nederland        | Miriam Oremans / Jan Siemerink           | 31+53=84       | eerste ronde |
| -   | Oostenrijk       | Judith Wiesner / Alex Antonitsch         | 21+90=111      | halve finale |
| -   | Zweden           | Catarina Lindqvist / Mikael Pernfors     | >100+28=       | kwartfinale  |

## Spelregels
In dit toernooi bestaat een landenontmoeting uit drie partijen (rubbers): in het vrouwenenkelspel, mannenenkelspel en gemengd dubbelspel. De partijen werden gespeeld om twee-uit-drie sets. Het gemengd dubbelspel werd als derde partij gespeeld. Indien de ontmoeting als beslist was werd het dubbelspel vervangen door een set tot 8 games.

## Speelschema

### Eliminatiefase
| Eerste ronde | Eerste ronde | Eerste ronde |  |  | Kwartfinale | Kwartfinale      | Kwartfinale |  |  | Halve finale | Halve finale | Halve finale |  |  | Finale | Finale    | Finale |
|              |              |              |  |  |             |                  |             |  |  |              |              |              |  |  |        |           |        |
|              |              |              |  |  |             |                  |             |  |  |              |              |              |  |  |        |           |        |
|              |              |              |  |  | 1           | Tsjechië         | 2           |  |  |              |              |              |  |  |        |           |        |
|              | Nederland    | 0            |  |  | 7           | Zwitserland      | 1           |  |  |              |              |              |  |  |        |           |        |
| 7            | Zwitserland  | 3            |  |  |             |                  |             |  |  | 1            | Tsjechië     | 2            |  |  |        |           |        |
|              |              |              |  |  |             |                  |             |  |  | 5            | Australië    | 1            |  |  |        |           |        |
|              |              |              |  |  | 4           | Frankrijk        | 0           |  |  |              |              |              |  |  |        |           |        |
|              | Zweden       | 1            |  |  | 5           | Australië        | 3           |  |  |              |              |              |  |  |        |           |        |
| 5            | Australië    | 2            |  |  |             |                  |             |  |  |              |              |              |  |  | 1      | Tsjechië  | 2      |
| 6            | Oekraïne     | 0            |  |  |             |                  |             |  |  |              |              |              |  |  |        | Duitsland | 1      |
|              | Oostenrijk   | 3            |  |  |             | Oostenrijk       | 2           |  |  |              |              |              |  |  |        |           |        |
|              |              |              |  |  | 3           | Spanje           | 1           |  |  |              |              |              |  |  |        |           |        |
|              |              |              |  |  |             |                  |             |  |  |              | Oostenrijk   | 0            |  |  |        |           |        |
| 8            | Zuid-Afrika  | 1            |  |  |             |                  |             |  |  |              | Duitsland    | 3            |  |  |        |           |        |
|              | Duitsland    | 2            |  |  |             | Duitsland        | 2           |  |  |              |              |              |  |  |        |           |        |
|              |              |              |  |  | 2           | Verenigde Staten | 1           |  |  |              |              |              |  |  |        |           |        |
|              |              |              |  |  |             |                  |             |  |  |              |              |              |  |  |        |           |        |

### Eerste ronde

#### Nederland– Zwitserland
| Vlag van Nederland | Tsjechië 0 | Perth, Australië 31 december - januari 1994 hardcourt (i) | Perth, Australië 31 december - januari 1994 hardcourt (i) | Perth, Australië 31 december - januari 1994 hardcourt (i) | Zwitserland 3 | Vlag van Zwitserland |

|   |                                                                         |                                                                         | 1   | 2   | 3   |  |
| - | ----------------------------------------------------------------------- | ----------------------------------------------------------------------- | --- | --- | --- |  |
| 1 | Miriam Oremans Manuela Maleeva-Fragnière                                | Miriam Oremans Manuela Maleeva-Fragnière                                | 6 3 | 3 6 | 1 6 |  |
| 2 | Jan Siemerink Jakob Hlasek                                              | Jan Siemerink Jakob Hlasek                                              | 6 4 | 4 6 | 5 7 |  |
| 3 | Miriam Oremans / Jan Siemerink Manuela Maleeva-Fragnière / Jakob Hlasek | Miriam Oremans / Jan Siemerink Manuela Maleeva-Fragnière / Jakob Hlasek | 6 8 |     |     |  |

#### Zweden – Australië
| Vlag van Zweden | Zweden 1 | Perth, Australië 31 december - januari 1994 hardcourt (i) | Perth, Australië 31 december - januari 1994 hardcourt (i) | Perth, Australië 31 december - januari 1994 hardcourt (i) | Australië 2 | Vlag van Australië |

|   |                                                                  |                                                                  | 1   | 2   | 3 |  |
| - | ---------------------------------------------------------------- | ---------------------------------------------------------------- | --- | --- | - |  |
| 1 | Catarina Lindqvist Mikael Pernfors                               | Catarina Lindqvist Mikael Pernfors                               | 6 7 | 1 6 |   |  |
| 2 | Mikael Pernfors Wally Masur                                      | Mikael Pernfors Wally Masur                                      | 6 4 | 6 4 |   |  |
| 3 | Catarina Lindqvist / Mikael Pernfors Nicole Provis / Wally Masur | Catarina Lindqvist / Mikael Pernfors Nicole Provis / Wally Masur | 3 6 | 5 7 |   |  |

#### Oekraïne – Oostenrijk
| Vlag van Oekraïne | Oekraïne 0 | Perth, Australië 31 december - januari 1994 hardcourt (i) | Perth, Australië 31 december - januari 1994 hardcourt (i) | Perth, Australië 31 december - januari 1994 hardcourt (i) | Oostenrijk 3 | Vlag van Oostenrijk |

|   |                                                                   |                                                                   | 1   | 2   | 3   |  |
| - | ----------------------------------------------------------------- | ----------------------------------------------------------------- | --- | --- | --- |  |
| 1 | Natalia Medvedeva Judith Wiesner                                  | Natalia Medvedeva Judith Wiesner                                  | 6 7 | 3 6 |     |  |
| 2 | Andrej Medvedev Alex Antonitsch                                   | Andrej Medvedev Alex Antonitsch                                   | 6 4 | 2 6 | 1 6 |  |
| 3 | Judith Wiesner / Andrej Medvedev Judith Wiesner / Alex Antonitsch | Judith Wiesner / Andrej Medvedev Judith Wiesner / Alex Antonitsch | w/o |     |     |  |

#### Zuid-Afrika – Duitsland
| Vlag van Zuid-Afrika (1928-1982) | Zuid-Afrika 1 | Perth, Australië 31 december - januari 1994 hardcourt (i) | Perth, Australië 31 december - januari 1994 hardcourt (i) | Perth, Australië 31 december - januari 1994 hardcourt (i) | Duitsland 2 | Vlag van Duitsland |

|   |                                                               |                                                               | 1   | 2   | 3   |  |
| - | ------------------------------------------------------------- | ------------------------------------------------------------- | --- | --- | --- |  |
| 1 | Amanda Coetzer Anke Huber                                     | Amanda Coetzer Anke Huber                                     | 6 7 | 6 3 | 1 6 |  |
| 2 | Marcos Ondruska Bernd Karbacher                               | Marcos Ondruska Bernd Karbacher                               | 4 6 | 4 6 |     |  |
| 3 | Amanda Coetzer / Marcos Ondruska Anke Huber / Bernd Karbacher | Amanda Coetzer / Marcos Ondruska Anke Huber / Bernd Karbacher | 7 8 |     |     |  |

### Kwartfinale

#### Tsjechië – Zwitserland
| Vlag van Tsjechië | Tsjechië 2 | Perth, Australië januari 1994 hardcourt (i) | Perth, Australië januari 1994 hardcourt (i) | Perth, Australië januari 1994 hardcourt (i) | Zwitserland 1 | Vlag van Zwitserland |

|   |                                                                    |                                                                    | 1   | 2   | 3 |  |
| - | ------------------------------------------------------------------ | ------------------------------------------------------------------ | --- | --- | - |  |
| 1 | Jana Novotná Manuela Maleeva-Fragnière                             | Jana Novotná Manuela Maleeva-Fragnière                             | 4 6 | 5 7 |   |  |
| 2 | Petr Korda Jakob Hlasek                                            | Petr Korda Jakob Hlasek                                            | 6 0 | 6 2 |   |  |
| 3 | Jana Novotná / Petr Korda Manuela Maleeva-Fragnière / Jakob Hlasek | Jana Novotná / Petr Korda Manuela Maleeva-Fragnière / Jakob Hlasek | 6 4 | 6 4 |   |  |

#### Frankrijk – Australië
| Vlag van Frankrijk | Frankrijk 0 | Perth, Australië januari 1994 hardcourt (i) | Perth, Australië januari 1994 hardcourt (i) | Perth, Australië januari 1994 hardcourt (i) | Australië 3 | Vlag van Australië |

|   |                                                               |                                                               | 1   | 2   | 3   |  |
| - | ------------------------------------------------------------- | ------------------------------------------------------------- | --- | --- | --- |  |
| 1 | Nathalie Tauziat Nicole Provis                                | Nathalie Tauziat Nicole Provis                                | 6 2 | 6 7 | 2 6 |  |
| 2 | Cédric Pioline Wally Masur                                    | Cédric Pioline Wally Masur                                    | 5 7 | 4 6 |     |  |
| 3 | Nathalie Tauziat / Cédric Pioline Nicole Provis / Wally Masur | Nathalie Tauziat / Cédric Pioline Nicole Provis / Wally Masur | 4 8 |     |     |  |

#### Oostenrijk – Spanje
| Vlag van Oostenrijk | Oostenrijk 2 | Perth, Australië januari 1994 hardcourt (i) | Perth, Australië januari 1994 hardcourt (i) | Perth, Australië januari 1994 hardcourt (i) | Spanje 1 | Vlag van Spanje |

|   |                                                                     |                                                                     | 1   | 2   | 3   |  |
| - | ------------------------------------------------------------------- | ------------------------------------------------------------------- | --- | --- | --- |  |
| 1 | Judith Wiesner Conchita Martínez                                    | Judith Wiesner Conchita Martínez                                    | 6 2 | 6 4 |     |  |
| 2 | Alex Antonitsch Emilio Sánchez                                      | Alex Antonitsch Emilio Sánchez                                      | 3 6 | 6 4 | 6 3 |  |
| 3 | Judith Wiesner / Alex Antonitsch Conchita Martínez / Emilio Sánchez | Judith Wiesner / Alex Antonitsch Conchita Martínez / Emilio Sánchez | 1 8 |     |     |  |

#### Duitsland – Verenigde Staten
| Vlag van Duitsland | Duitsland 2 | Perth, Australië januari 1994 hardcourt (i) | Perth, Australië januari 1994 hardcourt (i) | Perth, Australië januari 1994 hardcourt (i) | Verenigde Staten 1 | Vlag van Verenigde Staten |

|   |                                                              |                                                              | 1   | 2   | 3 |  |
| - | ------------------------------------------------------------ | ------------------------------------------------------------ | --- | --- | - |  |
| 1 | Anke Huber Mary Joe Fernandez                                | Anke Huber Mary Joe Fernandez                                | 6 2 | 7 6 |   |  |
| 2 | Bernd Karbacher Ivan Lendl                                   | Bernd Karbacher Ivan Lendl                                   | 6 3 | 6 1 |   |  |
| 3 | Anke Huber / Bernd Karbacher Mary Joe Fernandez / Ivan Lendl | Anke Huber / Bernd Karbacher Mary Joe Fernandez / Ivan Lendl | 5 8 |     |   |  |

### Halve finale

#### Tsjechië – Australië
| Vlag van Tsjechië | Tsjechië 2 | Perth, Australië januari 1994 hardcourt (i) | Perth, Australië januari 1994 hardcourt (i) | Perth, Australië januari 1994 hardcourt (i) | Australië 1 | Vlag van Australië |

|   |                                                       |                                                       | 1   | 2   | 3   |  |
| - | ----------------------------------------------------- | ----------------------------------------------------- | --- | --- | --- |  |
| 1 | Jana Novotná Nicole Provis                            | Jana Novotná Nicole Provis                            | 6 2 | 6 2 |     |  |
| 2 | Petr Korda Wally Masur                                | Petr Korda Wally Masur                                | 4 6 | 6 1 | 6 4 |  |
| 3 | Jana Novotná / Petr Korda Nicole Provis / Wally Masur | Jana Novotná / Petr Korda Nicole Provis / Wally Masur | 5 8 |     |     |  |

#### Oostenrijk – Duitsland
| Vlag van Oostenrijk | Oostenrijk 0 | Perth, Australië januari 1994 hardcourt (i) | Perth, Australië januari 1994 hardcourt (i) | Perth, Australië januari 1994 hardcourt (i) | Duitsland 3 | Vlag van Duitsland |

|   |                                                               |                                                               | 1   | 2   | 3   |  |
| - | ------------------------------------------------------------- | ------------------------------------------------------------- | --- | --- | --- |  |
| 1 | Judith Wiesner Anke Huber                                     | Judith Wiesner Anke Huber                                     | 2 6 | 6 1 | 2 6 |  |
| 2 | Alex Antonitsch Bernd Karbacher                               | Alex Antonitsch Bernd Karbacher                               | 6 7 | 2 6 |     |  |
| 3 | Judith Wiesner / Alex Antonitsch Anke Huber / Bernd Karbacher | Judith Wiesner / Alex Antonitsch Anke Huber / Bernd Karbacher | 4 8 |     |     |  |

### Finale

#### Tsjechië – Duitsland
| Vlag van Tsjechië | Tsjechië 2 | Perth, Australië 7 januari 1994 hardcourt (i) | Perth, Australië 7 januari 1994 hardcourt (i) | Perth, Australië 7 januari 1994 hardcourt (i) | Duitsland 1 | Vlag van Duitsland |

|   |                                                        |                                                        | 1   | 2   | 3   |  |
| - | ------------------------------------------------------ | ------------------------------------------------------ | --- | --- | --- |  |
| 1 | Jana Novotná Anke Huber                                | Jana Novotná Anke Huber                                | 1 6 | 6 4 | 6 3 |  |
| 2 | Petr Korda Bernd Karbacher                             | Petr Korda Bernd Karbacher                             | 6 3 | 6 3 |     |  |
| 3 | Jana Novotná / Petr Korda Anke Huber / Bernd Karbacher | Jana Novotná / Petr Korda Anke Huber / Bernd Karbacher | 3 8 |     |     |  |